# Dolors Torrentó i Prim
Dolors Torrentó i Prim (Torres de Segre, Segrià, 1921) és una soprano catalana que actuava amb el nom de Lolita Torrentó.
Estudià a Barcelona amb el mestre Capdevila i després amb Mercè Capsir. El 1936 realitza concerts amb l'Orfeó Martinenc i el Sextet Toldrà, sota la direcció d'Emmanuel Bosser.
Debutà al Gran Teatre del Liceu el 1939, on ha interpretat una gran diversitat d'obres amb predomini del repertori alemany (Wagner, Humperdinck, Strauss). Ha actuat també als Estats Units, al Canadà i a Cuba. Ha enregistrat discs d'òpera i sarsuela.